# Armatura (počítačová grafika)
Armatura je skelet, podél kterého je utvořen zbytek postavy. Armatury se používají především v umění pro tvorbu póz, v loutkoherectví a animaci, a v neposlední řadě také v 3D počítačové grafice.